# Kazimierz Brakoniecki
Kazimierz Brakoniecki (* 12. Dezember 1952 in Barczewo, Warmia) ist ein polnischer Dichter, Essayist, Literaturkritiker, Übersetzer der französischen Literatur und Redakteur bei der Stiftung Borussia.

## Leben und Wirken
Nach dem Besuch des Lyzeums und der Matura in Olsztyn studierte Kazimierz Brakoniecki zuerst Polonistik und dann Museologie an der Universität Warschau. Das Studium schloss er mit der Magisterarbeit über den Dichter Czesław Miłosz ab.  Im Jahr 1975 publizierte er die ersten Gedichte; das literarische Debüt erfolgte im Jahr 1979 mit dem Gedichtband Zrosty. Im Jahr 1977 war er kurzfristig bei der Ossolineum-Bibliothek in Wrocław tätig. Im Jahr 1989 lernte er den deutschen Dipl.-Theologen und Übersetzer Winfried Lipscher, der 1938 in dem gleichen Ort geboren wurde, kennen. Brakoniecki war 1990 mit Robert Traba Begründer der Stiftung Borussia in Olsztyn, als deren Vertreter nahm er im Jahr 2004 den Lew-Kopelew-Preis entgegen. Seit September 1995 ist er der Leiter des Polnisch-Französischen Zentrums Côtès d’Armor in Olsztyn, im Jahr 1996 gründete er die Vereinigung der Freunde der Bretagne und Frankreichs Amitié.
Seit 1989 ist Brakoniecki Mitglied der Genossenschaft der Polnischen Schriftsteller und seit 2003 des polnischen P.E.N.-Clubs. Im Jahr 2007 war er im Rahmen des Literarischen Colloquiums in Berlin und schrieb dann das Berliner Tagebuch.
Brakoniecki schrieb über 20 Bücher. Seine Gedichte heben das Lyrische Ich hervor und erinnern an die Werke Walt Whitmans. Einige Gedichte widmete er der Bretagne und übersetzte Werke französischer Dichter, die über die Bretagne schrieben. Seine Dichtungen wurden ins Deutsche, Französische und Litauische übertragen.

## Werke (Auswahl)
- Verwachsungen. (Zrosty). Pojezierze, Olsztyn 1979.
- Identität. (Tożsamość). Pojezierze, Olsztyn 1990.
- Idee. Pojezierze, Olsztyn 1991.
- Metaxu. Wydawnictwo Przedświt, Warszawa 1993.
- Misterium, Decora, Olsztyn 1995.
- Poèmes du Nord. Éditions Folle Avoine, Bédée 1999.
- Moralia. Polskie Towarzystwo Czytelnicze, Olsztyn 2002.
- Armor. Poèmes de l’Atlantique. Centrum Polsko-Francuskie Côtès d’Armor, Olsztyn 2005.
- Europa minior. Wydawnictwo Książkowe IbiS, Warszawa 2007.
- Warmiński Budda. Stiftung Borussia, Olsztyn 2008, ISBN 978-83-89233-33-2.
  - Übersetzung Winfried Lipscher: Ermländischer Buddha.
- La forêt de Varmie. Éditions Mona Kerloff, Quimperlé 2008.
- Glosolalie. Wydawnictwo Pogranicze, Sejny 2008.
- Pole, Deutscher und der Herr Gott. (Polak, Niemiec i Pan Bóg). Stiftung Borussia, Olsztyn 2009.
- Berliner Tagebuch. (Dziennik Berliński). Forma, Szczecin 2011, ISBN 978-83-60881-73-6.

## Übersetzungen (Auswahl)
- Anthologie: Über die Bretagne–In Vers und Prosa. 1979.
- Jean Grenier: Albert Camus–Erinnerungen. 2000.
- Blaise Cendrars: Gedichte. 2002.
- Eugène Guillevic: Carnac. 2003.
- Louis Guilloux: Meine geliebte Bretagne. (La Bretagne que j’aime). 2008.
- Kenneth White: Der Dichter–Kosmograph. 2010.
- Übersetzung in das Französische von Frédérique Laurent: Poèmes du Nord.1999.
- Xavier Grall: Ein treuer Bretagner. 2011.

## Mitwirkung
- mit Krystyna Binek, Konrad Nawrocki: Die Atlantis des Nordens. (Atlantyda Północy). Galeria Sztuki Współczesnej, Olsztyn 1993, ISBN 83-901085-0-X.
- mit Winfried Lipscher: Die Borussia. Land und Leute. Eine literarische Anthologie. (Borussia. Ziemia i ludzie. Antologia literacka). Stiftung Borussia, Olsztyn 1995, ISBN 83-909724-1-7.
- mit Winfried Lipscher: Meiner Heimat Gesicht. Ostpreußen im Spiegel der Literatur mit Vorworten von Klaus Bednarz, Andrzej Szczypiorski, Nikolaus Ehlert, Kazimira Prunskienė. F. A. Herbig, München 1996, ISBN 978-3-7766-1948-5.
- mit Winfried Lipscher: Die Atlantis des Nordens. (Atlantyda Północy). (Neuauflage), Stiftung Borussia, Olsztyn 1998, ISBN 978-8-390038-05-6.
- mit Oleg Gluschkin, Winfried Lipscher: (Anthologie). Liki rodnoj ziemli. Proizwiedenija rossijskich, niemieckich, polskich i litewskich awtorow. Helbig, Kaliningrad 1999.
- mit Ehefrau Hanna Brakoniecka: KaBra-Aphorismen und HaBra-Zeichnungen. Stiftung Borussia, Olsztyn 2009.

## Ehrungen (Auswahl)
- 1991: Stanisław-Piętak-Preis.
- 1996: Jerzy-Giedroyć-Preis der Pariser Kultura.
- 1998: Zygmunt-Gloger-Medaille.
- 2006: Gloria-Artis-Medaille für kulturelle Verdienste in Bronze als Verdienter der polnischen Kultur.
- 2007: Preis des Polnischen UNESCO–Komitee.
- 2008: Hl.–Jakobus–Statuette.
- 2016: Samuel-Bogumil-Linde-Preis gemeinsam mit Jan Wagner